# Cœlius Rhodiginus
Cœlius Rhodiginus, de son vrai nom Lodovico Ricchieri, est un humaniste italien né à Rovigo (Rodigium en latin) en 1469 et mort dans la même ville en 1525.

## Biographie
Il étudia la philosophie à Ferrare avec Nicolas Léonicène, et sans doute le droit à Padoue. À Ferrare, il rencontra Celio Calcagnini. De 1491 à 1499, il fut professor linguæ Græcæ et Latinæ dans sa ville natale. À la mort de son protecteur Girolamo Silvestri (1499), il fit son éloge, puis demanda un congé de sa charge. En 1502, il se trouvait à Reggio d'Émilie. En 1503, de retour à Rovigo, il y reprit son enseignement, mais le 26 mai 1504 il fut privé à la fois de sa chaire et du droit de siéger au conseil municipal : on lui reprochait un comportement désinvolte envers la cité. Ensuite il enseigna dans plusieurs villes (Bologne, Vicence, Padoue). En 1508, il obtint une chaire d'éloquence à Ferrare, dont le duc, Alphonse d'Este, lui finança un voyage en France. En 1515, après la bataille de Marignan, François Ier nomma Rhodiginus à la chaire de grec de Milan qu'avait occupée Démétrios Chalcondyle († 1511). En 1516, il publia à Venise ses Lectiones antiquæ, dont il dédia un des livres à Jean Grolier, qui était trésorier du duché de Milan. Mais les Français durent évacuer Milan le 19 novembre 1521, et Rhodiginus perdit sa chaire. En 1523, il se réconcilia avec les autorités de Rovigo et fut chargé de prononcer l'éloge du nouveau doge de Venise, Andrea Gritti. Selon une lettre de Celio Calcagnini à Érasme (juillet 1525), il mourut de désespoir après la bataille de Pavie (24 février 1525), qui fut la défaite définitive des Français en Italie.
Parmi ses auditeurs, on peut citer Paul Jove et Jules César Scaliger, qui le surnomma « le Varron de son époque ». Le comte Camillo Silvestri de Rovigo a publié la Vie de Rhodiginus, d'après les documents les plus authentiques, dans le tome 4 de la Raccolta degli opuscoli scientifici e filologici de Calogerà, p. 157-213, Venise, 1730, in-12 ; et Tiraboschi en a donné l'extrait dans la Storia della leterattura italiana, t. 7, p. 878.

## Œuvre
Ses Lectiones antiquæ en seize livres parurent à Venise, chez Alde Manuce, en 1516, et furent reprises dès 1517, à Paris, chez Josse Bade, et à Bâle, chez Johann Froben. Érasme engagea une polémique sur le fait que Rhodiginus aurait fait des emprunts à ses Adages sans le citer, et en y faisant des corrections impertinentes, mais il reconnut plus tard ses mérites. Rhodiginus continua jusqu'à sa mort à accumuler la matière pour une édition augmentée de l'ouvrage, mais il n'eut pas l'occasion de la faire paraïtre. C'est son neveu Camillo Ricchieri qui publia l'édition finale en trente livres, à Bâle, chez Froben, en 1542. Il y eut un nouveau tirage dans la même maison en 1550, et d'autres éditions à Lyon en 1560, à Francfort en 1599, à Genève en 1620, à Francfort en 1666.
Il s'agit d'une masse d'érudition sur l'Antiquité issue des cours que Rhodiginus a donnés en 35 ans, et des recherches qu'il a effectuées. Le titre est emprunté à Aulu-Gelle, qui parle dans ses Nuits attiques d'un recueil intitulé Antiquarum lectionum commentarii. Cela se présente comme un texte suivi en prose dont les chapitres sont de longs commentaires digressifs partant souvent d'un mot, d'un adage, d'une formule juridique, etc., et expliquant les usages et les rites des Anciens, des points de leurs croyances religieuses ou de leurs doctrines philosophiques (notamment du néo-platonisme), ou portant sur la géographie ou l'histoire naturelle, etc. De très nombreux auteurs latins et grecs sont cités.
L'ouvrage fut très connu parmi les humanistes pendant les XVIe et XVIIe siècles, comme le montre le grand nombre d'éditions. Des auteurs comme Rabelais ou Montaigne y ont puisé largement, et le second le mentionne dans son Journal de voyage quand il passe à Rovigo.
Rhodiginus a également laissé des commentaires sur Virgile, Horace et Ovide.